# 黄嗣永
黄嗣永（ファン・サヨン、1775年 - 1801年11月5日）は、李氏朝鮮後期のキリスト教徒。字は徳紹。
16歳で進士になるも、やがてキリスト教（天主教）の洗礼を受けて「アレクサンドル」と名乗る。
1801年にキリスト教の大弾圧（辛酉教獄）が始まると、黄嗣永は潜伏して北京の大司教・アレクサンドル・ド・ゴヴェア（Alexandre de Gòvea）に対して、清国人宣教師周文謨の処刑の模様やキリスト教徒救出の為にキリスト教国家の李氏朝鮮への軍事介入の必要性を説いた13,331字からなる帛書を送付した。9月29日（旧暦）に黄嗣永は逮捕されるが、間もなく彼の帛書が押収されて内容の情報が入ると、李氏朝鮮政府は激怒して11月5日（旧暦）に大逆容疑で処刑された。義母は巨済島に、妻は済州島へ、そして息子は楸子島へ流されている。
以後、キリスト教（天主教）弾圧が李氏朝鮮の重要な国策の一つとなる。
なお、問題の帛書は司法当局によって保管されていたが、日韓併合後に外部に流出し、1925年に実物を手に入れたソウル在住の宣教師によって翻訳されて公表された。